# Mike Taylor (basket-ball, 1972)
Pour les articles homonymes, voir Taylor et Mike Taylor.
Mike Taylor, né le 29 août 1972, à Williamsport, en Pennsylvanie, est un entraîneur américain de basket-ball.